# Mirante Dom Carlos Verzeletti

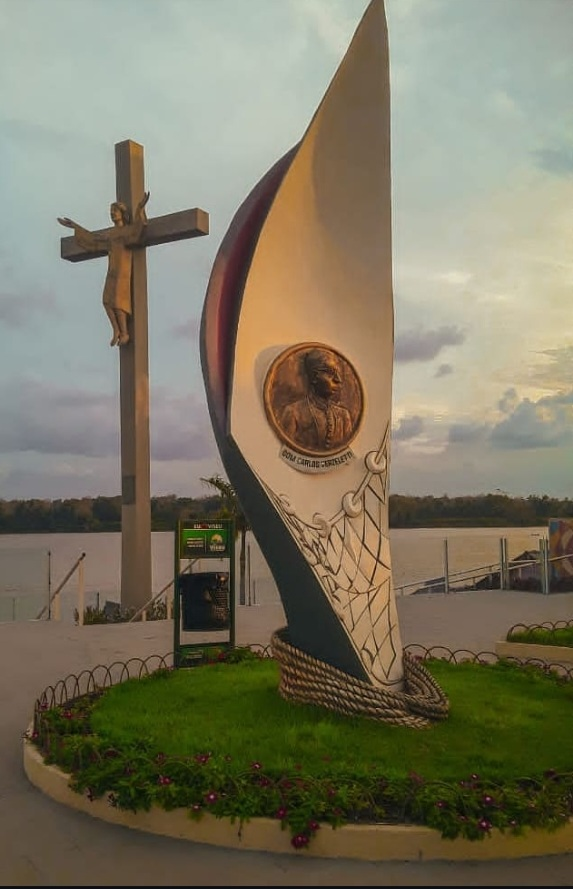
Mirante Dom Carlos Verzeletti, em Viseu, no Pará.

O mirante Dom Carlos Verzeletti é uma edificação localizada às margens do Rio Gurupi, na orla de Viseu, na região nordeste do Estado do Pará. Foi inaugurado em novembro de 2017 em homenagem ao bispo Dom Carlos Verzeletti.